# Ducado de San Lorenzo de Valhermoso
El ducado de San Lorenzo de Valhermoso es un título nobiliario español creado por el rey Carlos IV el 8 de abril de 1794 a favor de Lorenzo Tadeo Fernández de Villavicencio y Fernández de Villavicencio. Su origen radica en el señorío de Villavicencio, siendo el primero de su nombre, Miguel Fernández, padre de Garci Rasura o García Fernández, ii señor de Villavicencio, cuyos descendientes participaron en la reconquista de la ciudad de Jerez de la Frontera.

## Antecedentes históricos
- Lorenzo Fernández de Villavicencio y Villavicencio, ii señor de Valhermoso y Pozuela,[1] Caballero de Alcántara, alcalde y Caballero Veinticuatro de Jerez de la Frontera, Alcaide de los Reales Alcázares de Jerez de la Frontera. Casó en primeras nupcias con Ana Benítez Melgarejo Dávila,[1] señora del mayorazgo de Vicos. Casó en segundas nupcias con Luisa Juana de Villavicencio y Negrón.

- Lorenzo de Villavicencio y Benítez (m. Madrid, 30 de noviembre de 1707), i marqués de Valhermoso de Pozuela, iii señor de Valhermoso y Pozuela y del mayorazgo de Vicos, caballero de Calatrava, Corregidor de Toledo y Madrid, Asistente de Sevilla, mayordomo de la reina Mariana de Austria.[1], del Consejo de Hacienda, caballero Veinticuatro preeminente y alcalde perpetuo de la ciudad de Jerez de la Frontera, Alcaide perpetuo y hereditario de los Reales Alcázares y Torre del Homenaje de la ciudad de Jerez de la Frontera. Casó con Catalina Josefa de Villavicencio y Zacarías..[1]
- Lorenzo de Villavicencio y Villavicencio (Madrid, 1665-Jerez de la Frontera, 1741), ii marqués de Valhermoso de Pozuela,[1]  señor del mayorazgo de Vicos, caballero de la Orden de Calatrava, Menino de la Reina Madre, Veinticuatro de Jerez de la Frontera, alcaide de los Reales Alcázares de la ciudad de Jerez de la Frontera, cuatralbo de las Galeras de Nápoles, teniente general de los Reales Ejércitos, asistente y maestre de Campo General de Sevilla, comandante general de las Islas Canarias y Presidente de su Real Audiencia, comandante general del Reino de Navarra. Casó con María Spínola y Pavón, señora de Casablanca.

- Lorenzo Antonio Fernández de Villavicencio y Spínola, iii marqués de Valhermoso de Pozuela, grande de España Honorario, V Señor de Valhermoso y Pozuela y del Mayorazgo de Vicos, Señor de Casablanca, Gentilhombre de Cámara con entrada, Regidor perpetuo de Cádiz, Caballero Veinticuatro preeminente de Jerez de la Frontera, Alcaide perpetuo de los Reales Alcázares de la ciudad de Jerez, Brigadier de los Reales Ejércitos y Coronel del Regimiento Provincial de Jerez de la Frontera. Casó con María Josefa de Villavicencio y Zacarías, iii marquesa de la Mesa de Asta, natural de Jerez de la Frontera.

## Duques de San Lorenzo de Valhermoso
|                        | Titular                                                             | Periodp                |
| Creación por Carlos IV | Creación por Carlos IV                                              | Creación por Carlos IV |
| ---------------------- | ------------------------------------------------------------------- | ---------------------- |
| i                      | Lorenzo Tadeo Fernández de Villavicencio                            | 1794-                  |
| ii                     | Lorenzo Justino Fernández de Villavicencio y Núñez de Villavicencio |                        |
| iii                    | Lorenzo Fernández de Villavicencio y Cañas                          |                        |
| iv                     | Lorenzo Fernández de Villavicencio y del Corral                     | 1859-1896              |
| v                      | José Fernández de Villavicencio y Oronoz                            | 1900-1937              |
| vi                     | José Malcampo y Fernández de Villavicencio                          |                        |
| vii                    | María Cristina Malcampo y San Miguel                                |                        |
| viii                   | María Cristina Osorio y Malcampo                                    | 2006-actual titular    |

## Historia de los duques de San Lorenzo de Valhermoso
- Lorenzo Tadeo Fernández de Villavicencio y Fernández de Villavicencio (1734-1798), i duque de San Lorenzo de Valhermoso, grande de España de Segunda Clase, iv marqués de Valhermoso de Pozuela, iv marqués de la Mesa de Asta, vi señor de Valhermoso y Pozuela y del Mayorazgo de Vicos, Señor de Casablanca, Mariscal de Campo de los Reales Ejértos, Alcaide perpetuo de los Reales Alcázares y Torre del Homenaje de Jerez de la Frontera, Veinticuatro preeminente de Jerez de la Frontera, Coronel de su Regimiento, Regidor perpetuo de la de Cádiz.

1. Casó con Francisca Xaviera Núñez de Villavicencio y Villavicencio, iii marquesa de Casa Villavicencio, Señora del Temple y Rodrigálvarez.

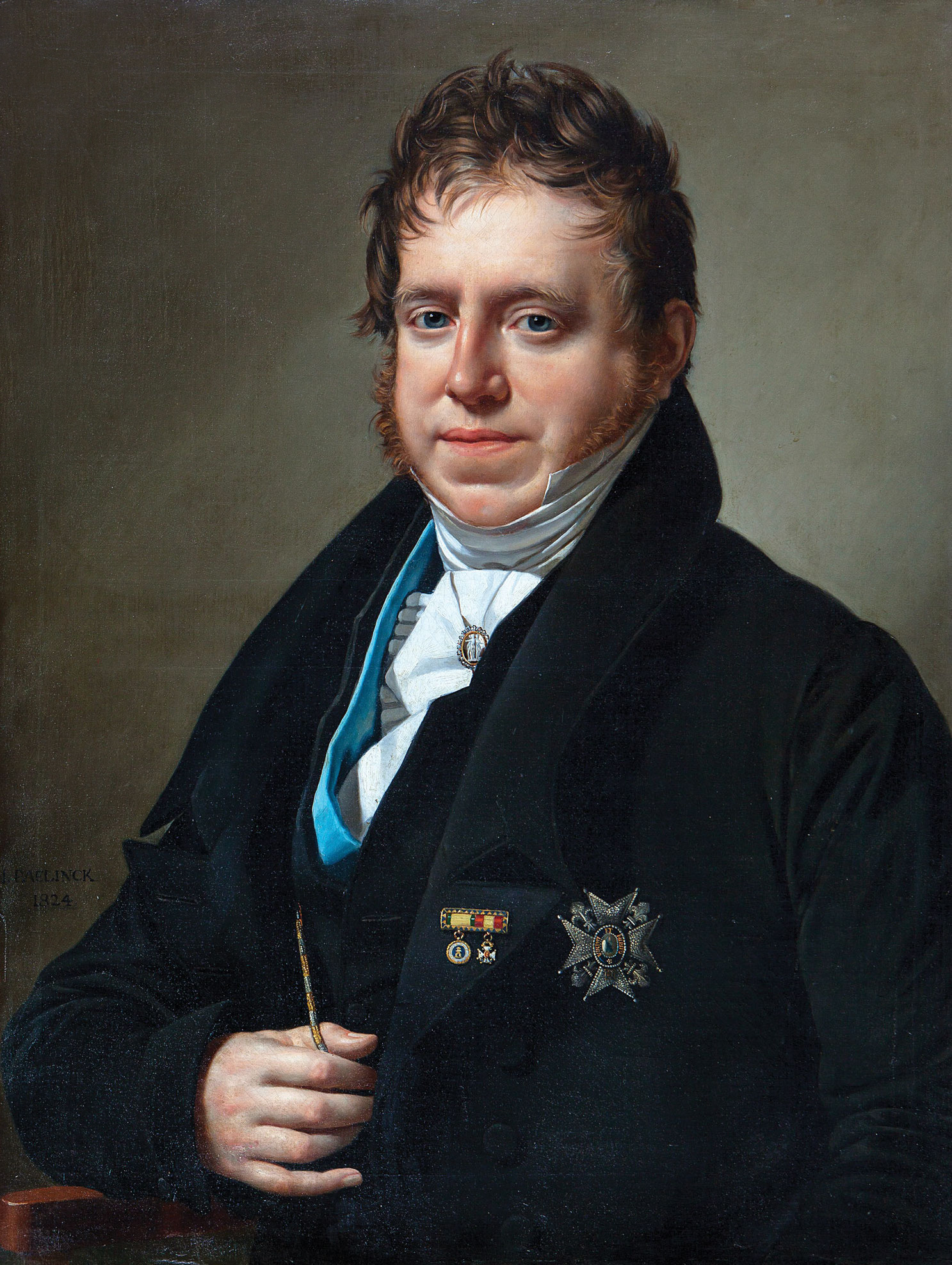
Retrato del ii duque de San Lorenzo de Valhermoso, 1824

- Lorenzo Justino Fernández de Villavicencio y Núñez de Villavicencio (1754-1810), ii duque de San Lorenzo de Valhermoso, iv marqués de Casa Villavicencio, V marqués de la Mesa de Asta, grande de España de segunda clase, vii señor de Valhermoso y Pozuela y del Mayorazgo de Vicos, señor de Casablanca, del Temple y de Rodrigálvarez, regidor perpetuo de Cádiz, caballero veinticuatro preeminente de Jerez de la Frontera, Alcaide perpetuo de sus Reales Alcázares, Patrono del Convento de San Agustín, Coronel del Regimiento de Milicias de Jerez de la Frontera, natural de Jerez de la Frontera.

1. Casó con María Eulalia de Cañas Portocarrero, vi duquesa del Parque.

- Lorenzo Fernández de Villavicencio y Cañas (1778-1859), iii duque de San Lorenzo de Valhermoso, xii marqués de Vallecerrato, ix duque del Parque, v marqués de Casa Villavicencio, vi marqués de Castrillo, vi marqués de la Mesa de Asta, vii conde de Belmonte de Tajo, x barón de Regiulfo, príncipe de la Sala del Partinico, grande de España de segunda clase, alcaide perpetuo de los Alcázares y Torre del Homenaje de Jerez de la Frontera, alférez mayor de los Peones de Castilla, notario mayor del Reino de León, viii señor de Valhermoso y Pozuela, señor de las Villas de Valecerrato, Belmonte de Tajo, Castrillo, Lijar, Cóbdar, Lencín, Valdearellano, Anafreite, San Mamed del Río Nodar, Marzales y Villanueva de Valdegema, patrono único del Colegio Mayor de Cuenca en Salamanca y de la Colegiata de Nuestra Señora de la Asunción en Villaescusa de Haro, Mariscal de Campo, comandante general del Cuerpo de Alabarderos, gentilhombre de cámara con ejercicio, senador vitalicio del Reino,[2] caballero de la Orden Carlos III, caballero de la Orden de San Hermenegildo, natural de Jerez de la Frontera.

1. Casó, en primeras nupcias, con Josefa de Cañaveral y Cañas, grande de España, viii duquesa del Parque, xi marquesa de Valdecerrato, vi marquesa de Castrillo, vi condesa de Belmonte de Tajo, iii condesa de Benalúa. No hubo descendientes y fue él, el que heredó todos los títulos de su esposa.
2. En segundas nupcias, casó con Josefa del Corral y García, con quien tuvo a su hijo y sucesor:

- Lorenzo Fernández de Villavicencio y del Corral (1841-1896), iv duque de San Lorenzo de Valhermoso, xi duque del Parque, vi marqués de Casa Villavicencio, dos veces grande de España, senador por derecho propio (1864-1896),[3] gentilhombre de cámara con ejercicio y servidumbre, natural de Génova.

1. Casó con Josefa de Oronoz Clemente Beas y Pineda (1844-1897), natural de Jerez de la Frontera.

- José Fernández de Villavicencio y Oronoz (1875-1937), v duque de San Lorenzo de Valhermoso, xii duque del Parque, vii marqués de Casa Villavicencio, dos veces grande de España, Gentilhombre de Cámara con ejercicio y servidumbre, natural de Jerez de la Frontera.

1. Casó con Mercedes Fernández de Lloreda Ruiz-Cisneros Orias Sánchez, natural de la ciudad de Cádiz.

- José Malcampo y Fernández de Villavicencio (1892-1959), vi duque de San Lorenzo de Valhermoso, xiii duque del Parque, viii marqués de Casa Villavicencio, viii marqués de San Rafael, iii conde de Joló, iii vizconde de Mindanao, dos veces grande de España, Caballero de la Orden de San Hermenegildo, natural de la Villa y Corte de Madrid.

1. Casó con Rosa San Miguel y Martínez Campos (1897-1961).

- María Cristiana Malcampo y San Miguel (1935-2004), vii duquesa de San Lorenzo de Valhermoso, xiv duquesa del Parque, ix marquesa de Casa Villavicencio, ix marquesa de San Rafael, iv condesa de Joló, iii Vizcondesa de Mindanao, dos veces grande de España, natural de la Villa y Corte de Madrid.

1. Se casó con Beltrán Alfonso Osorio y Díez de Rivera, xviii duque de Alburquerque, xix marqués de Alcañices,[4] marqués de los Balbases, marqués de Cadreita, marqués de Cullera, marqués de Montaos, conde de Ledesma, conde de Huelma, conde de Fuensaldaña, conde de Grajal, conde de la Torre, conde de Villanueva de Cañedo, conde de Villaumbrosa.

- María Cristina Osorio y Malcampo, viii duquesa de San Lorenzo de Valhermoso, x marquesa de Casa Villavicencio, v condesa de Joló y v vizcondesa de Mindanao, desde 2006.